# Koningin Astridplein (Jette)

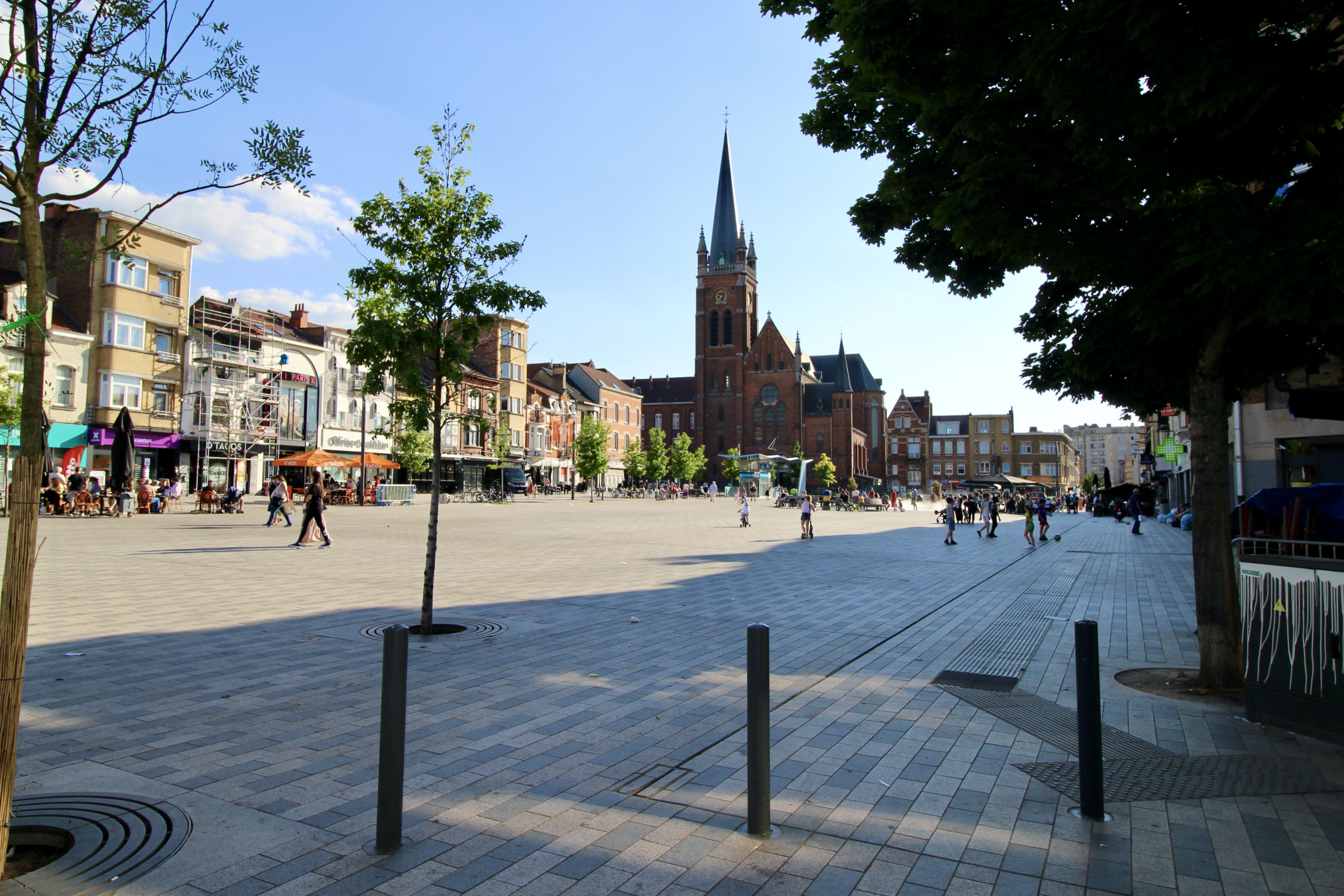
Koningin Astridplein

Het Koningin Astridplein (Frans: Place Reine Astrid) is een plein in het centrum van Jette. De huidige officiële naam van het plein verwijst naar de overleden koningin van België Astrid van Zweden, Het plein is bij de inwoners van Jette ook nog steeds bekend onder de naam Spiegelplein (Frans: Place du Miroir). 

## Geschiedenis
De naam Spiegelplein verwijst mogelijk naar een herberg, ofwel een uitspanning, die er tijdens de middeleeuwen te vinden was. De naam van deze herberg was 't Spiegelhuys. Dit was een ontmoetingsplaats voor jonge mensen uit Molenbeek en Jette. Later is de herberg veranderd in feestzaal 'De Spiegel'.
Rond het einde van de 19e eeuw werd er een appartementsblok afgebroken. Daardoor ontstond er een open plek, waar later een plein van is gemaakt. In de volksmond werd het omgedoopt tot 'Het Spiegelplein'.
In 1935 werd de officiële naam van het plein de Koningin Astridplein, naar de recent overleden koningin die enorm populair en geliefd was.

### Werken
In september 2015 waren er grote werken op en aan het plein. Het was de bedoeling om dit plein autovrij te maken. Ook is er onder het plein een ondergrondse parking gebouwd, zodat de bezoekers en inwoners van Jette hun auto's makkelijker kwijt kunnen.
De werken waren een deel van project Tramlijn 9. Deze lijn zou in de toekomst De Heizel en Het UZ van Brussel moeten verbinden met elkaar.
De werken gebeurden in fasen. De eerste fase (september 2015 tot april 2016) betrof riolering. De tweede fase was het uitgraven van de ondergrondse parking en de bouw er van. Daarna werd het plein zelf onder handen genomen. Het hele project was in het najaar van 2018 klaar.

## Markt
Sinds jaar en dag staat een zondagse markt met bijna 170 kramen op het Koningin Astridplein. 